# Margarita Niestierowa
Margarita Nikołajewna Niestierowa, ros. Маргарита Николаевна Нестерова (ur. 20 września 1989 w Duszanbe) – rosyjska pływaczka, specjalizująca się głównie w stylu grzbietowym i dowolnym.
Wicemistrzyni Europy na basenie 25 m ze Szczecina w sztafecie 4 × 50 m stylem zmiennym.
Uczestniczka igrzysk olimpijskich w Londynie (2012) w sztafecie 4 × 100 m stylem dowolnym (10. miejsce).